# Mali Cirnik pri Šentjanžu
Mali Cirnik pri Šentjanžu je naselje u slovenskoj Općini Šentrupertu. Mali Cirnik pri Šentjanžu se nalazi u pokrajini Dolenjskoj i statističkoj regiji Jugoistočnoj Sloveniji. 

## Stanovništvo
Prema popisu stanovništva iz 2002. godine naselje je imalo 62 stanovnika.